# 東京都立小岩特別支援学校
東京都立小岩特別支援学校（とうきょうとりつこいわとくべつしえんがっこう）は、東京都江戸川区本一色2-16-16に1973年から2014年3月末迄あった公立特別支援学校。
知的障害児を教育対象としていた。開校当初は小学部と中学部からなっていたが1986年以降は小学部単独校となった。

## 学部
- 開校から1986年に同校中学部が同じ東京都江戸川区内にある東京都立白鷺特別支援学校に移管される迄は小学部と中学部の2学部で運営していたが、移管後から閉校までの28年間は中学部のみからなる単独校である。

## 沿革
- 1973年（昭和48年） - 開校
- 1974年（昭和49年） - 新校舎へ移転
- 1986年（昭和61年） - 中学部を廃止（東京都立白鷺養護学校へ移管） 小学部単独校となる。
- 2008年（平成20年） - 学校名を「東京都立小岩特別支援学校」に変更。
- 2014年(平成26年)3月31日-閉校 同年4月1日より旧江戸川特別支援学校と合併し学校名を「東京都立鹿本学園」に変更。